# Abadía de Deutz

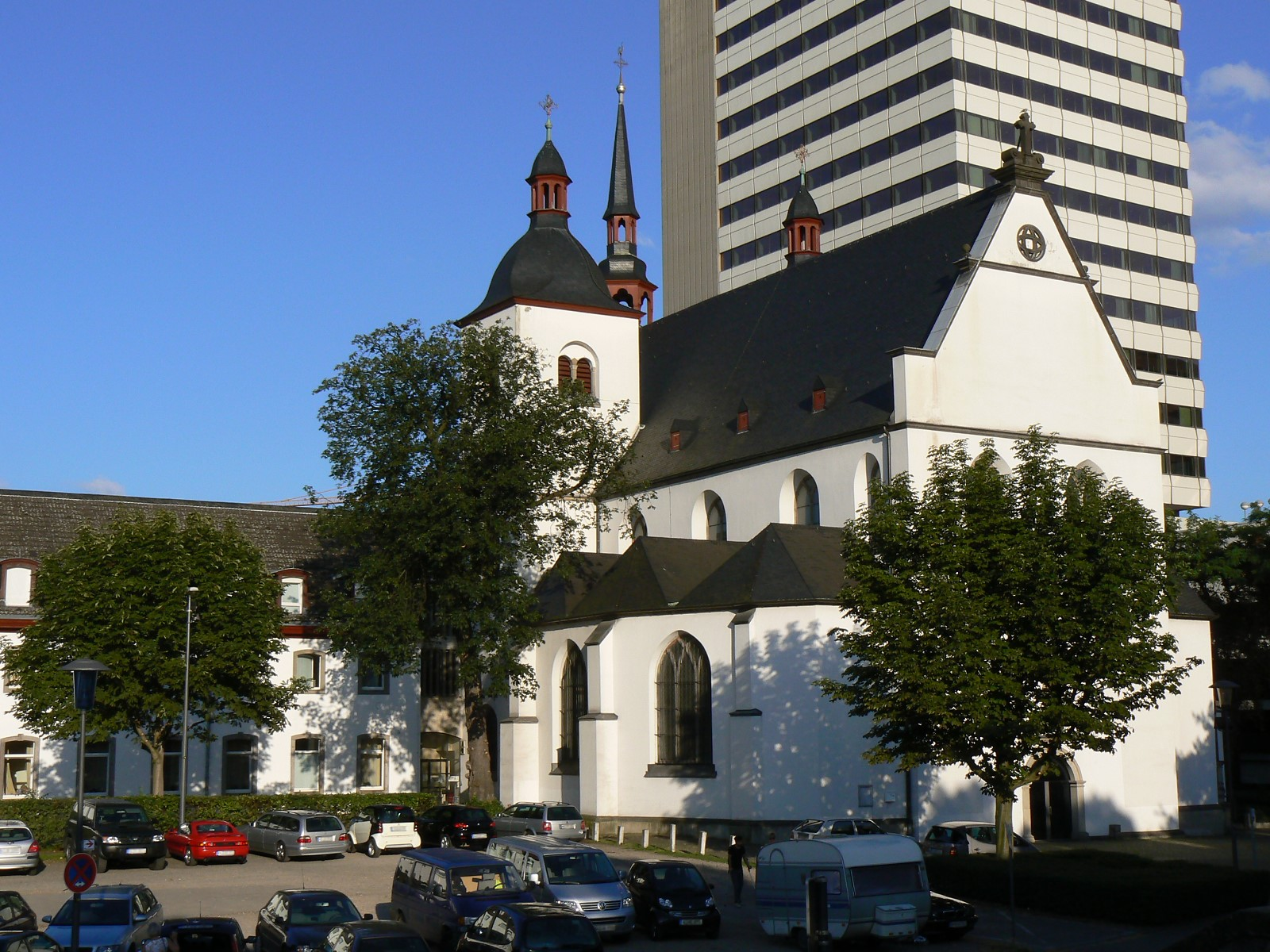
Exterior de la actual Abadía de Deutz.

La Abadía de San Heriberto (en alemán: Abtei Deutz) fue un monasterio benedictino fundado en 1003 y suprimido en tiempos de Napoleón, ubicado en Deutz (actualmente parte de Colonia como Colonia-Deutz, en el estado de Renania del Norte-Westfalia, Alemania.

## Fundación
Deutz era una pequeña aglomeración situada en la orilla derecha del río Rin, frente a Colonia, con la que estaba comunicada por dos puentes, de modo que funcionaba como un suburbio de esta ciudad.
El sitio estaba ocupado originalmente por un castrum romano, cuyo objeto era el control de la circulación por el Rin. En su homilía De incendio oppidi Tuitii, Ruperto de Deutz comenta que en la Edad Media algunas tradiciones adjudicaban su construcción a Julio César. En tiempos del emperador Otón I el Grande (936-973), su hermano Bruno, arzobispo de Colonia en 953-965, mandó demoler la fortaleza.
Heriberto, arzobispo de Colonia en 999-1021, fue un cercano colaborador del emperador Otón III, a quién acompañó en su lecho de muerte, el 23 de enero de 1002, en el castillo de Paterno de Civita Castellana, unos 40 kilómetros al norte de Roma. En ese momento había prometido al emperador fundar un monasterio en honor a Santa María.
Así pues, en el año 1003 Heriberto fundó este monasterio benedictino en Deutz. En su escritura de donación transfirió al nuevo monasterio importantes prebendas, como la iglesia parroquial de Deutz con sus derechos de diezmo en las granjas aledañas (Deutz, Kalk, Vingst, Poll, Rolshoven y Westhoven). También se otorgaron al monasterio un cuarto del bosque arzobispal de Königsforst y la mitad del bosque de Gremberg, ambos en la margen derecha del Rin.

## Edad Media

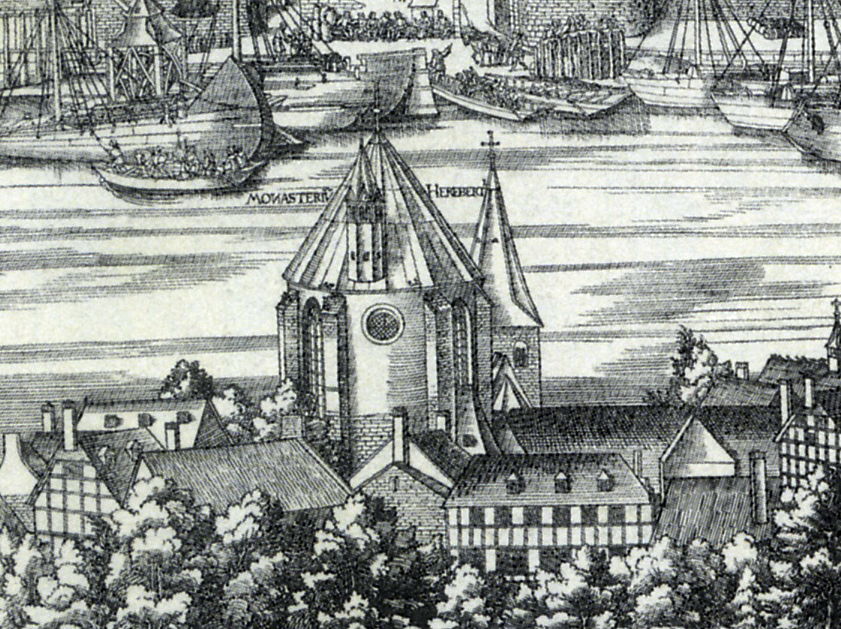
Abadía de San Heriberto en Deutz entre 1531-57, obra de Anton von Worms.

El centro del complejo monástico fue una gran iglesia abacial románica de planta central, sin soportes, cuya cripta aún se conserva. Fue edificada empleando las ruinas del antiguo castrum, y consagrada por Heriberto en 1020.
Un año después, en 1021, la cripta acogió los restos mortales del mismo Heriberto.
El teólogo Ruperto de Deutz fue abad en 1119-1129. En su homilía De incendio oppidi Tuitii, sobre el incendio que en 1128 devastó la aglomeración que rodeaba al monasterio, comenta la fundación del mismo y su situación hasta ese momento.
Heriberto fue canonizado en 1147, y el 30 de agosto de 1147 sus restos fueron exhumados por el abad Gerlach. Alrededor de los años 1150-1160 el sarcófago de madera fue envuelto en un magnífico relicario de 68 x 153 cm, hecho de plata dorada, bronce dorado, piedras preciosas, perlas, émail brun y esmalte. La abadía tomó entonces su nombre.
Entre 1164 y 1167 Teodorico, sacristán de Deutz, escribió el ahora perdido Codex Thioderici Tuitiensis, que incluye una Serie abbatum Tuitiensium en la que se mencionan los acontecimientos principales de la vida de los abades.
Abades de San Heriberto:
- 1119-1129: Ruperto de Deutz.
- .. ca. 1147: Gerlach
- ..... -.....: Hartpern — (sucesor de Gerlach)

## Edad Moderna
Su localización estratégica sobre el Rin hizo del lugar escenario de operaciones militares, de modo que en los siglos  XIV y XVI el complejo fue destruido y nuevamente reconstruido. La iglesia que podemos ver hoy es una obra del año 1663.
En tiempos de Napoleón el monasterio fue secularizado. En 1804 la iglesia abacial fue convertida en iglesia parroquial de Deutz, ya que la iglesia original del suburbio hábía sido muy dañada por la crecida del Rin de 1784. Los edificios restantes del monasterio fueron destinados a usos profanos y luego demolidos.
Hacia fines del siglo XIX se construyó en el centro de Colonia-Deutz la iglesia parroquial Nueva San Heriberto (Pfarrkirche Neu St. Heribert). Allí se encuentra hoy el relicario de San Heriberto, del siglo XII, que contiene sus restos.
La vieja iglesia abacial, obra de 1663 que conserva aún la cripta del siglo XI, es hoy empleada como lugar de culto por la comunidad griega ortodoxa de Colonia.